# Julien Senderos
Julien Alberto Senderos Novković (Meyrin, 18 settembre 1980) è un ex cestista svizzero, fratello del calciatore Philippe Senderos.